# Leptoteratura triura
Leptoteratura triura är en insektsart som beskrevs av Liu, Xiangwei 1997. Leptoteratura triura ingår i släktet Leptoteratura och familjen vårtbitare. Inga underarter finns listade i Catalogue of Life.